# 小行星15788
小行星15788（1993 SB）是一顆屬於冥族小天體的外海王星天體。除冥王星以外，它是其中一顆最早被發現的同類天體（比1993 RO晚2天，比1993 RP晚1天），並也是同類中第一顆有足夠的軌道數據乃至能得出一個數字。它于1993年用拉帕爾馬天文臺的牛頓望遠鏡發現的。
我們對這顆天體的了解十分貧乏，連其約為130公里的直徑也是經由其0.09的反照率而估算出來。 （页面存档备份，存于）.

## 外部連結
- First MPEC listing （页面存档备份，存于）
- MPEC: recovery of the object
- list of known TNOs, including size estimates （页面存档备份，存于）
- IAU minor planet lists （页面存档备份，存于）
- Orbital simulation （页面存档备份，存于） from JPL (Java) / Ephemeris （页面存档备份，存于）

| 前一小行星： (15787) 1993 RY7 | 小行星列表 | 後一小行星： (15789) 1993 SC |